# Keep Passing the Open Windows
«Keep Passing the Open Windows» (en español: «Deja pasar las ventanas abiertas») es una canción y es la séptima pista del álbum The Works de 1984, compuesta y escrita por Freddie Mercury en 1983 en un principio para la película The Hotel New Hampshire, basada en la novela de John Irving. La frase se menciona en varias ocasiones a lo largo de la película y, según los créditos iniciales, también fue coproducida por el gerente de la banda Jim Beach, quien la cambió para adaptarse mejor al estado de ánimo del álbum. El título en sí es mencionado varias veces en la película, y Freddie empezó a tocar el piano y los sintetizadores, mientras escribió o escribía la letra tras o después de leer la cita o la frase en el libro.

## Actuaciones en vivo
Nunca fue tocada esta canción en vivo en ningún concierto ni gira por Queen.

## Créditos
- Escrita por: Freddie Mercury.
- Producida por: Queen y Reinhold Mack.
- Músicos:

- Freddie Mercury: Voz, piano y sintetizador.

- Brian May: Guitarra eléctrica y coros.

- John Deacon: Bajo.

- Roger Taylor: Batería y coros.